# Veneto Classic
De Veneto Classic is een eendaagse wielerwedstrijd in de Italiaanse regio Veneto. De eerste editie vond plaats in 2021, destijds was de race onderdeel van de UCI Europe Tour. Sinds 2023 valt de wedstrijd onder de UCI ProSeries. De wedstrijd is gemiddeld 200 kilometer lang.

## Lijst van winnaars

### Overwinningen per land
| Overwinningen | Land                    |
| ------------- | ----------------------- |
| 2             | Italië                  |
| 1             | Denemarken, Zwitserland |